# Qased

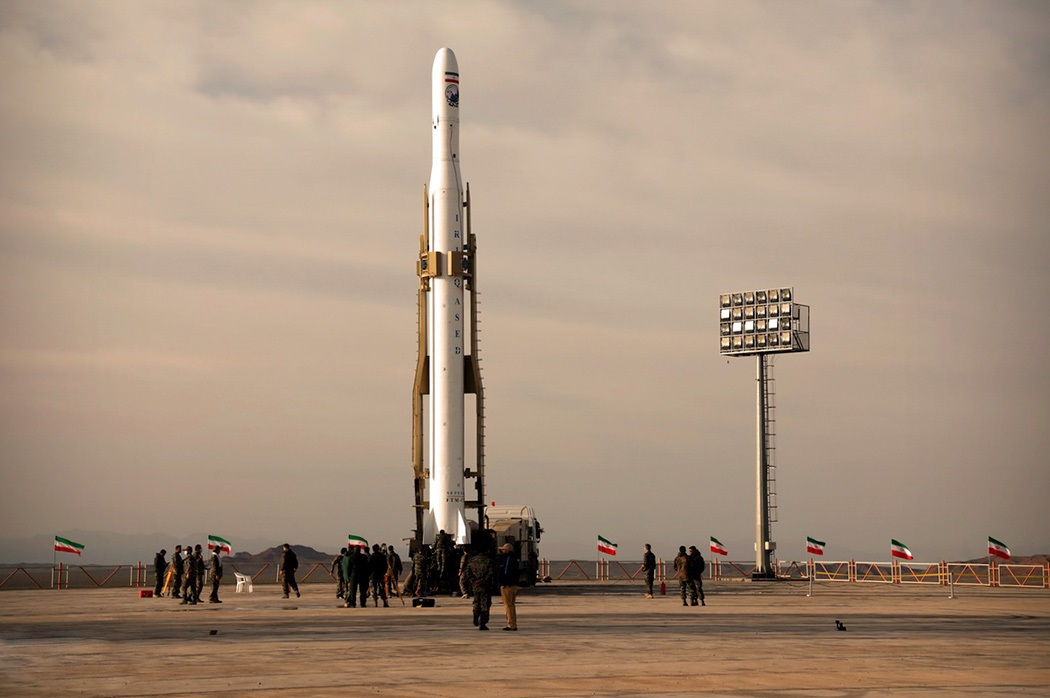
Il lanciatore Qased

Il Qased (anche Ghased, in persiano قاصد‎, "messenger" ) è un veicolo di lancio non riutilizzabile di piccole dimensioni. Ha effettuato il suo primo volo nel 2020, portando in orbita un piccolo satellite militare (un cubesat) chiamato Noor ( in persiano نور‎, "light" ).

## Descrizione
Il razzo Qased è abbastanza piccolo da essere lanciato da una piattaforma mobile. Si pensa che sia un derivato del primo lanciatore orbitale iraniano, Safir con un secondo stadio alimentato a carburante solido

## Gestione delle operazioni
Il lanciatore è gestito dalle Forze Rivoluzionarie Iraniane piuttosto che dall'Agenzia Spaziale Iraniana, che gestisce il Safir.

## Cronologia dei lanci
| Volo n. | Data e ora ( UTC )    | Carico utile   | Esito    | Orbita                                             | Osservazioni |
| ------- | --------------------- | -------------- | -------- | -------------------------------------------------- | ------------ |
| 1       | 22 aprile 2020, 04:00 | Noor (Cubesat) | Successo | Orbita di 444 x 426 km, inclinazione di 59,8 gradi |              |